# NGC 5186
NGC 5186 is een spiraalvormig sterrenstelsel in het sterrenbeeld Maagd. Het hemelobject werd op 29 juni 1883 ontdekt.

## Synoniemen
- ZWG 72.103
- PGC 47426